# Alexej Budolin
Alexej Budolin (* 5. dubna 1976 Tallinn, Sovětský svaz) je bývalý estonský zápasník–judista ruského původu.

## Sportovní kariéra
Zápasu v judu se věnoval společně se svým starším bratrem Dmitrijem Budolinem v Tallinnu v klubu SK Dvigatel pod vedením Felikse Saakjana. V estonské seniorské reprezentaci se pohyboval od roku 1995 v polostřední váze do 81 (78) kg. V roce 2000 se kvalifikoval na olympijské hry v Sydney a po náročném losu se probojoval do čtvrtfinále. Ve čtvrtfinále svedl taktickou bitvu s Korejcem Čo In-čcholem a prohrál o jedno napomenutí (šido). V souboji o třetí místo porazil Francouze Djamela Bourasa a získal bronzovou olympijskou medaili. V roce 2004 se kvalifikoval třetím místem z mistrovství světa 2003 v Osace na olympijské hry v Athénách, kde nakonec vypadl ve druhém kole s Brazilcem Fláviem Cantem. V roce 2008 se na své třetí olympijské hry nekvalifikoval a vzápětí ukončil sportovní kariéru. Věnuje se trenérské práci.

### Vítězství
- 1998 – 1× světový pohár (Praha)
- 2001 – 3× světový pohár (Praha, Varšava, Moskva)
- 2002 – 2× světový pohár (Moskva, Bukurešť)
- 2003 – 1× světový pohár (Tallinn)
- 2004 – 1× světový pohár (Budapešť)
- 2005 – 1× světový pohár (Budapešť)

## Výsledky
| Turnaj             | 1994             | 1995             | 1996             | 1997             | 1998             | 1999 | 2000             | 2001             | 2002             | 2003             | 2004             | 2005             | 2006             | 2007             | 2008             |
| Turnaj             | 18               | 19               | 20               | 21               | 22               | 23   | 24               | 25               | 26               | 27               | 28               | 29               | 30               | 31               | 32               |
| Turnaj             | polostřední váha | polostřední váha | polostřední váha | polostřední váha | polostřední váha |      | polostřední váha | polostřední váha | polostřední váha | polostřední váha | polostřední váha | polostřední váha | polostřední váha | polostřední váha | polostřední váha |
| ------------------ | ---------------- | ---------------- | ---------------- | ---------------- | ---------------- | ---- | ---------------- | ---------------- | ---------------- | ---------------- | ---------------- | ---------------- | ---------------- | ---------------- | ---------------- |
| Olympijské hry     |                  |                  | —                |                  |                  |      | 3.               |                  |                  |                  | úč.              |                  |                  |                  | —                |
| Mistrovství světa  |                  | —                |                  | úč.              |                  | úč.  |                  | 2.               |                  | 3.               |                  | 7.               |                  | —                |                  |
| Mistrovství Evropy | —                | —                | úč.              | 5.               | —                | 2.   | 3.               | 1.               | 2.               | 3.               | 7.               | úč.              | 7.               | úč.              | 7.               |
| MS juniorů         | —                |                  | 7.               |                  |                  |      |                  |                  |                  |                  |                  |                  |                  |                  |                  |
| ME juniorů         | úč.              | 1.               | 1.               |                  |                  |      |                  |                  |                  |                  |                  |                  |                  |                  |                  |